# Clausenia corrugata
Clausenia corrugata är en stekelart som beskrevs av Kerrich 1967. Clausenia corrugata ingår i släktet Clausenia och familjen sköldlussteklar.
Artens utbredningsområde är Ghana. Inga underarter finns listade i Catalogue of Life.